# Eoacanthocephala
Los eoacantocéfalos (Eoacanthocephala) son una clase de gusanos parásitos, pertenecientes a Acanthocephala. 
Tienen como hospedadores a algunos vertebrados acuáticos de sangre fría como peces y tortugas.
A diferencia de las otras dos clases de este grupo, los eoacantocéfalos poseen solo una glándula cementante.